# Бругмансия древовидная
Brugmansia arborea  (лат.) — вид вечнозелёных кустарников семейства Пасленовые (Solanaceae).
Ареал данного вида включал Боливию, Колумбию, Эквадор, Чили и Перу. С 2014 года вид считается исчезнувшим в дикой природе.
В естественных условиях растения могут достигать в высоту 3 метров. Листья 12—17 см в длину, серо-зелёные, слегка опушённые с внешней стороны. Цветки белого цвета от 20 до 25 см в длину. Плоды грушевидной формы, 8—9 см в диаметре. Единственный автофертильный вид в роде.